# Хасаново (Аургазинский район)
Хаса́ново (баш. Хәсән) — деревня в Аургазинском районе Республики Башкортостан Российской Федерации. Входит в состав Уршакского сельсовета. 

## География
Расстояние до:
- районного центра (Толбазы): 33 км,
- центра сельсовета (Староабсалямово): 17 км,
- ближайшей ж/д станции (Шингак-Куль): 45 км.

## Население
| 2002 | 2009 | 2010 |
| ---- | ---- | ---- |
| 9    | ↗10  | ↗13  |

### Национальный состав
Согласно переписи 2002 года, преобладающая национальность — татары (100 %).